# Tauber
Tauber – rzeka, lewy dopływ Menu.
Źródła leżą na terenie gminy Rot am See w powiecie Schwäbisch Hall, wchodzącym w skład niemieckiego kraju związkowego Badenia-Wirtembergia. W latach 70. rozgorzała polemika pomiędzy wspólnotami Wettringen w Bawarii oraz Weikersholz w Badenii-Wirtembergii odnośnie do lokalizacji źródła. Spór ten został
rozstrzygnięty w roku 1976 na rzecz źródła o nazwie Klingenbrünnen w pobliżu Weikersholz.

## Większe miasta położone nad rzeką Tauber
- Rothenburg ob der Tauber
- Creglingen
- Weikersheim
- Bad Mergentheim
- Tauberbischofsheim
- Wertheim

## Gospodarka i turystyka
Dolina rzeki Tauber słynie z uprawy winorośli. Spośród najpopularniejszych szczepów warto wymienić müller-thurgau, sylvaner, kerner, dornfelder, acolon, schwarzriesling oraz tauberschwarz. Doliną tą przebiega popularna, 90-kilometrowa trasa rowerowa.

## Roślinność
W swej środkowej części Tauber płynie szeroką doliną obfitującą w liczne gatunki roślinności lubiącej miejsca suche i dobrze nasłonecznione – w tym również występujące w strefie śródziemnomorskiej. Występuje tu bodziszek czerwony (Geranium sanguineum L.), sasanka zwyczajna (Pulsatilla vulgaris), dyptam jesionolistny (Dictamnus albus L.). Można tu znaleźć też storczyki, z których najpopularniejszy jest storczyk kukawka (Orchis militaris L.). Wydawało się jeszcze niedawno, że niektóre z miejscowych storczyków wyginęły, jednakże w 2005 roku ponownie zaobserwowano występowanie storczyka drobnokwiatowego (Orchis ustulata L.). W wyższych partiach doliny Tauber można napotkać czasem len alpejski (Linum leonii), w przeciwieństwie do którego len cienkolistny (Linum tenuifolium L.) występuje dość pospolicie.